# Бензокаин
Бензокаин — лекарственное средство, местный анестетик.

## История
В 1898 году Генрих Франц Петер Лимприхт получил анестезин и новокаин.

## Физические свойства
Белый кристаллический порошок без запаха, слабогорького вкуса; вызывает на языке чувство онемения. 1 г бензокаина растворим в 2500 мл воды, 5 мл этанола, 4 мл эфира, 2 мл хлороформа, в жирных маслах (от 30 до 50 мл), в разведённой соляной кислоте. pKa 2,5. Молекулярная масса 165,19.

## Фармакология
Фармакологическое действие — местноанестезирующее. Уменьшает проницаемость клеточной мембраны для ионов Na+, вытесняет Ca2+ из рецепторов, расположенных на внутренней поверхности мембраны, блокирует возникновение и проведение нервных импульсов. При местном и пероральном применении абсорбция минимальна. При нанесении на слизистые оболочки действие развивается в течение 1 мин и продолжается 15-20 мин.
Длительных исследований у животных и человека с целью оценки потенциальной канцерогенности и мутагенности, а также влияния на фертильность не проведено.

## Применение
Внутрь: гастралгия, эзофагит, язвенная болезнь желудка и двенадцатиперстной кишки.
Местно: острое воспаление среднего уха, боль в области наружного слухового прохода, крапивница, заболевания кожи, сопровождающиеся зудом; перианальные трещины, геморрой. Выполнение диагностических манипуляций на слизистых оболочках (гастроскопия, ректоскопия, отоскопия, уретроскопия, гинекологические процедуры). В стоматологии: поверхностная анестезия.

## Противопоказания и ограничения к применению
- Гиперчувствительность.
- Детский возраст (до 2 лет).
- Беременность и кормление грудью.

При беременности использование возможно только при необходимости (неизвестно, оказывает ли бензокаин вредное эмбриональное воздействие и влияние на репродуктивную способность).
Категория действия на плод по FDA — C. С осторожностью в период грудного вскармливания (неизвестно, проникает ли бензокаин в грудное молоко).

## Побочные действия
Контактный дерматит и/или реакции гиперчувствительности (жжение, покалывание, зуд, эритема, сыпь, крапивница, отёк), стойкое снижение чувствительности в месте применения; редко, при чрезмерном использовании — метгемоглобинемия (особенно у младенцев и детей младшего возраста).

## Взаимодействие
- Сильно снижает противомикробную активность сульфаниламидов, поскольку одним из метаболитов бензокаина является ПАБК.
- Ингибиторы ацетилхолинэстеразы тормозят метаболизм бензокаина[источник не указан 3120 дней].

## Передозировка
Симптомы: метгемоглобинемия, одышка, цианоз, головокружение.
Лечение: симптоматическое и в/в введение метиленового синего.

## Способ применения и дозы
Внутрь, наружно. Наружно, на область поражения наносят в виде 5 % мази, раствора, присыпок. При воспалении слухового аппарата — по 4-5 капель в наружный слуховой канал, с последующей тампонадой хлопчатобумажной тканью, аппликацию повторяют (в случае необходимости) каждые 1-2 ч.
Внутрь, взрослым — по 0,3 г 3-4 раза в сутки; высшие дозы для взрослых: разовая — 0,5 г, суточная — 1,5 г. Дозы для детей — в зависимости от возраста.
В стоматологии. Местно 5-20 % раствор в масле или глицерине наносят на слизистую оболочку полости рта, порошок или 50-70 % паста — для обезболивания твёрдых тканей зуба.